# Viorica Viscopoleanu
Viorica Viscopoleanu (született  Belmega, Budineț, 1939. augusztus 8.) olimpiai bajnok román atléta, távolugró.
Három alkalommal (1964, 1968, 1972) vett részt az olimpiai játékokon, a távolugrás számában. Az 1968-as mexikóvárosi olimpián aranyérmet nyert. A döntőben új női világrekordot állított fel 6 méter 82 centiméteres ugrásával. Viorica a brit Mary Rand négy évvel korábbi, a tokiói játékokon felállított rekordját döntötte meg.
1969-ben ezüstérmes volt az athéni Európa-bajnokságon.